# Мингаш, Сайди
Сайди Мингаш (порт. Saidy Mingas; 14 февраля 1944, Луанда — 27 мая 1977, Луанда), он же Авелину Энрике Виейра Диаш Мингаш (порт. Avelino Henrique Vieira Dias Mingas) — ангольский политик, видный деятель МПЛА, министр финансов НРА. Первый глава финансового ведомства независимой Анголы. Близкий сподвижник Агостиньо Нето и Лусио Лары. 27 мая 1977 был взят в заложники и, по официальной версии, убит мятежниками-«фракционерами».

## Политик МПЛА
Родился в одном из «примерно 25 семейств» африканской элиты Луанды (отец был одним из лидеров Африканской национальной лиги, дядя — одним из членов-основателей МПЛА). Среди его пяти братьев и сестёр были певцы и композиторы, учёная-лингвистка, спортсменка и офицер полиции.
Был сторонником независимости Анголы, рано присоединился к антиколониальному движению, при этом придерживался марксистских взглядов, распространённых в то время среди ангольских образованных горожан. Арест его и отца в начале 1960-х заставил уехать учиться в Португалию, где он проявил себя как отличный спортсмен. Среди прочего, профессионально увлекался боевыми искусствами. Избежал очередного ареста, только покинув страну под предлогом участия в состязаниях в соседней Испании. Оттуда бежал в Париж, где его укрыл Марио Пинту де Андраде. Получил экономическое образование на Кубе (степень доктора экономических наук в Гаванском университете).
Вступил в движение МПЛА, работал в его европейских представительствах и выдвинулся в руководство. Участвовал в политических собраниях в партийных штабах в Браззавиле и Лусаке. В начале 1970-х занимал должность директора Центра революционного обучения Восточного фронта, в 1972 году переведен в теневое Министерство иностранных дел МПЛА. Имел звание майора в партизанских формированиях ЭПЛА. Принял псевдонимы Лутуима и Сайди Мингаш; второй псевдоним стал личным именем.
Со временем идейно и политически стал ориентироваться на Лусио Лару и Агостиньо Нето. Нето направил Сайди Мингаша руководить представительством МПЛА в Стокгольме — Швеция была важнейшим европейским союзником МПЛА вне просоветского социалистического блока. Во время пребывания на Кубе и в Швеции вернулся к написанию стихов, которые впервые были напечатаны в Стокгольме под литературным псевдонимом Жасмин Родригеш. Проявил себя как полиглот, помимо португальского владел испанским, английским, шведским, русским и французским языками.

## Министр НРА
Португальская Революция гвоздик ускорила деколонизацию Анголы. В июле 1974 года Сайди Мингаш по поручению Нето участвовал в саммите Организации африканского единства. Безуспешно пытался преодолеть раскол между внутрипартийными фракциями «Активное восстание» и «Восточное восстание». Вместе с другими командирами получил полномочия преобразовать ЭПЛА в Народные вооруженные силы освобождения Анголы (ФАПЛА).
8 ноября 1974 в Луанду прибыла партийная «делегация 26-ти» во главе с генеральным секретарём Лусио Ларой. В состав делегации входил и Сайди Мингаш. Этот приезд способствовал быстрому занятию МПЛА доминирующих позиций в Анголе, а также не менее быстрому личному восхождению Сайди Мингаша на руководящие должности в МПЛА. Он был избран в ЦК; в переходном коалиционном правительстве МПЛА, ФНЛА и УНИТА Сайди Мингаш получил должность в Министерстве планирования и финансов.
Сайди Мингаш участвовал не только в формировании ФАПЛА, но и непосредственно в боевых действиях, когда летом 1975 года в Луанде начались ожесточённые бои между МПЛА/ФАПЛА, ФНЛА/ЭЛНА, УНИТА/ФАЛА. Прокоммунистические силы МПЛА одержали победу и взяли столицу под контроль. На пресс-конференции в Лондоне Сайди Мингаш обосновывал силовые действия МПЛА и срыв Алворского соглашения
11 ноября 1975 была провозглашена независимость НР Ангола под властью МПЛА. В первом правительстве НРА, Народно-революционном совете, Сайди Мингаш занял пост министра финансов, что было формализировано в марте 1976. Принадлежал к близкому окружению президента Агостиньо Нето. Позиционировался как сторонник жёсткой линии в руководстве МПЛА. В качестве члена правительства участвовал в гражданской войне с повстанческим движением УНИТА. В финансово-экономический политике старался сохранять сбалансированный бюджет, сдерживать бюджетные расходы и рост государственного долга.

## Гибель в мятеже
В 1976 в МПЛА сформировалась ортодоксально-коммунистическая группа Nitistas во главе с Ниту Алвишем. Радикалы резко осуждали политику Нето и его окружения, выступали с популистскими лозунгами, обращались к беднейшей части населения, претендовали на высшую власть в НРА. Сайди Мингаш — близкий сподвижник Нето, один из авторов социально-экономического курса, ответственный за массовую бедность — рассматривался ими как персональный противник.
Со своей стороны, на заседании ЦК МПЛА в феврале 1977 именно Мингаш предъявил Nitistas первые обвинения во «фракционности» и фактически в подготовке государственного переворота. 21 мая 1977 именно он зачитал на партактиве МПЛА решение об исключении из партии Ниту Алвиша и Жозе Ван Дунена (по некоторым оценкам, никто другой не решался на это публично). При этом его младший брат Жозе Мингаш, офицер службы госбезопасности DISA, был сторонником Nitistas и информировал Алвиша о репрессивных планах своего ведомства.
27 мая 1977 Nitistas подняли Мятеж «фракционеров». Несколько человек из президентского окружения были взяты в заложники. Среди них оказался Сайди Мингаш, направлявшийся на совещание к Нето (по другой версии, он ехал в штаб мятежной 9-й бригады, чтобы попытаться урегулировать ситуацию). Как и другие заложники, Мингаш был застрелен. Это убийство приписывается Луишу душ Пасушу — якобы он опасался, что мастер боевых искусств применит свои умения. Сам душ Пасуш обвинение отрицает — по его версии, заложников убили агенты DISA, чтобы создать повод для репрессий. Душ Пасуш утверждает также, что Жозе Мингаш не допустил бы убийства брата.
Убийство заложников, включая Сайди Мингаша, действительно было использовано как обоснование крайне жестокой реакции. Мятеж Nitistas подавлен правительственными силами при решающем участии кубинских войск. Последовали массовые репрессии, в ходе которых погибли десятки тысяч людей (в том числе Жозе Мингаш).

## Память
Официальная пропаганда правящей МПЛА причисляла Сайди Мингаша к национальным героям, погибшим от рук «контрреволюционеров». Его именем названа площадь в Луанде (недалеко от здания Национального банка Анголы), где расположен Музей валюты.
В 2021 президент Анголы Жуан Лоренсу выступил с официальным пересмотром прежних оценок событий 1977 года. Символическим актом стала встреча дочерей Ниту Алвиша и Сайди Мингаша. Предпринимательница Эунис Алвиш и юристка Шисоле Мингаш получили от министра юстиции Франсишку Кейроша официальные свидетельства о смерти своих отцов.